# Imerquiña
Imerquiña es una isla del Archipiélago de Chiloé, en el sur de Chile. Es la menor del grupo de las Islas Desertores (que forman parte de la Provincia de Palena y no de la de Chiloé). Su vegetación se encuentra bastante alterada, aunque en su parte central existe un bosque denso, principalmente de mirtáceas. Es conocida por la abundancia de pudúes (Pudu pudu), pequeño cérvido nativo, que fue llevado a la isla en forma ilegal. Otra formación característica son los "pangales".
- Datos: Q5914284